# ASO Chlef
Association Sportive Olympique de Chlef oder kurz ASO Chlef (arabisch جمعية أولمبي الشلف) ist ein Fußballverein aus Ech Cheliff in Algerien. Seine Heimspiele trägt der Klub im Stade Mohamed Boumezrag aus.

## Geschichte
Der Verein wurde am 13. Juni 1947 gegründet, damals noch unter dem Namen Association Sportive d'Orléansville (Orléansville war der Name des französischen Außenpostens) gegründet.  Nachdem der Klub aus der Stadt Ech Cheliff durch sportliche Erfolge und Titel nicht in Erscheinung getreten ist, gelang am 21. Juni 2005 der bis dato erstes Titelgewinn des algerischen Fußballpokals. Im Finale wurde der USM Sétif durch ein Tor von Mohamed Messaoud in der Nachspielzeit mit 1:0 besiegt. Durch den Pokalgewinn durfte ASO Chlef erstmals am CAF Confederation Cup teilnehmen. In der ersten Runde zog der mauretanische Verband den ASC Entente zurück und die Algerier erreichten so die zweite Runde. Dort schieden sie dann gegen den senegalesischen Verein AS Douanes Dakar aus. In der Saison 2007/08 wurde die ASO Chlef Vizemeister, hinter dem Rekordmeister JS Kabylie. Durch den zweiten Tabellenplatz nahm der Verein 2009 an dem höchsten afrikanischen Wettbewerb für Vereinsmannschaften, der CAF Champions League teil. Nachdem man in Hin- und Rückspiel den malischen Meister mit 3:1 aus dem Turnier warf, scheitere der Klub in der zweiten Runde gegen den tunesischen Verein Étoile Sportive du Sahel.
Am 21. Juni 2011 schaffte der damalige Trainer Meziane Ighil den erstmaligen Titelgewinn in der Ligue Professionnelle 1 und verwies den JSM Béjaïa und den CR Belouizdad auf die Plätze zwei und drei. Am 12. Mai 2012 besiegte ASO Chlef in der zweiten Runde der CAF Champions League 2012 den sudanesischen Klub al-Hilal Khartum mit 4:2 im Elfmeterschießen und schaffte damit zum ersten Mal in der Vereinsgeschichte den Sprung in die Gruppenphase.
Am 22. Juni 2023 gewann ASO Chlef zum zweiten Mal in der Vereinsgeschichte den algerischen Fußballpokal. Im Finale besiegte die Mannschaft CR Belouizdad mit 2:1 nach Verlängerung im Miloud-Hadefi-Stadion in Oran. 

## Titel und Erfolge
- Algerische Meisterschaft
  - Meister: 2011
  - Vizemeister: 2008
- Algerischer Fußballpokal
  - Sieger: 2005, 2023
  - Finalist: 1992
- Zweite Liga:
  - Meister: 1976, 1983, 1994, 2002

## Abschneiden in CAF-Wettbewerben
- CAF Champions League: 2 Teilnahmen

| 2009 – Erste Runde 2012 – Gruppenphase - CAF Confederation Cup: 4 Teilnahmen 2006 – Erste Runde 2007 – Zweite Runde 2015 – Zweite Runde 2023 – Erste Runde |

## Statistik in den CAF-Wettbewerben
| Wettbewerb                 | Runde         | Gegner                   | Hinspiel | Rückspiel          |  |
| -------------------------- | ------------- | ------------------------ | -------- | ------------------ |  |
|                            |               |                          |          |                    |  |
| CAF Confederation Cup 2006 | Qualifikation | ASC Entente Sebkha FC    | n. a.    | n. a.              |  |
|                            | 1. Runde      | AS Douanes Dakar         | 0:0 (H)  | 0:1 (A)            |  |
| CAF Confederation Cup 2007 | Qualifikation | ASAC Concorde            | 1:0 (A)  | 2:1 (H)            |  |
|                            | 1. Runde      | ENPPI SC                 | 0:0 (H)  | 1:0 (A)            |  |
|                            | 2. Runde      | al-Merreikh Omdurman     | 1:0 (H)  | 0:3 (A)            |  |
| CAF Champions League 2009  | Qualifikation | Fello Star               | 1:0 (H)  | 2:1 (A)            |  |
|                            | 1. Runde      | Étoile Sportive du Sahel | 1:2 (A)  | 0:0 (H)            |  |
| CAF Champions League 2012  | Qualifikation | ASFA Yennenga            | 0:0 (A)  | 4:1 (H)            |  |
|                            | 1. Runde      | AS Vita Club Kinshasa    | 0:0 (H)  | 3:2 (A)            |  |
|                            | 2. Runde      | Al-Hilal Omdurman        | 1:1 (A)  | 1:1 (H) / Pen: 4:2 |  |
|                            | Gruppe A      | Espérance Tunis          | 2:3 (A)  | 1:0 (H)            |  |
|                            | Gruppe A      | Sunshine Stars FC        | 0:2 (A)  | 1:2 (H)            |  |
| CAF Confederation Cup 2015 | Qualifikation | Kamboi Eagles            | 2:0 (H)  | 0:1 (A)            |  |
|                            | 1. Runde      | Horoya AC                | 0:1 (A)  | 1:0 (H) / Pen: 5:3 |  |
|                            | 2. Runde      | Club Africain Tunis      | 1:1 (H)  | 0:1 (A)            |  |

- 2006: Der ASC Entente FC Sebkha zog seine Mannschaft nach der Auslosung zurück.
- 2012: Étoile Sportive du Sahel wurde nach vier Spielen disqualifiziert und alle Spiele wurden annulliert.

## Bekannte ehemalige Spieler
- Fodil Megharia, algerischer Nationalspieler
- Azzedine Doukha, algerischer Nationalspieler
- Anicet Eyenga, kamerunischer Nationalspieler
- Lounès Gaouaoui, algerischer Nationalspieler
- El Arbi Hillel Soudani, algerischer Nationalspieler
- Alhassane Issoufou, nigrischer Nationalspieler
- Patrick Kamkan, kamerunischer Nationalspieler